# Jardí botànic de Sóller
Jardí Botànic de Sóller (catalansk: Den botaniske have i Sóller) ligger i byen Sóller i den nordvestlige del af Mallorca. Den spiller en væsentlig rolle for bevarelsen af biodiversiteten på Balearerne.

## Historie
Den botaniske have i Sóller begyndte sine aktiviteter i 1985, men blev først åbnet for publikum i 1992. Den var fra starten bestemt til at blive et center for bevarelse, genskabelse og forskning i Middelhavsområdets og i særdeleshed Balearernes flora.

## Arbejdsområder
Havens arbejdsområder er:
- bevarelsen af de endemiske, sjældne eller truede plantearter på Balearerne og på resten af Middelhavsområdets øer samt i de nærliggende områder på fastlandet.
- formidling og uddannelse baseret på samlinger af levende planter, udstillinger, fotokonkurrencer, konferencer samt lærebogsmaterialer.
- undersøgelse og forskning inden for bevaring og formering af vildtvoksende arter, gartneri og havedyrkning osv.

## Bevaring og forskning
I forbindelse med bevaring og forskning anvender den botaniske have in-situ bevaringsteknikker, dvs. at man arbejder direkte i arternes naturlige økosystemer og habitater, og ex-situ teknikker, som udgør de vigtigste redskaber for biodiversiteten, og som er en integreret del af den overordnede bevaringsstrategi. På den måde har den botaniske have fire samlinger at fremhæve: samlingen af levende planter, frøbanken, herbariet samt billed- og bogsamlingerne.
Som en udløber af bevaringsarbejderne in situ og ex situ har Sóllers botaniske have gennemført forskellige planer for beskyttelse af truede arter fra Balearerne som f.eks. Agrostis barceloi, Lavatera triloba subsp. pallescens, Ligusticum huteri, Limonium majoricum, Medicago citrina og Thymus herba-barona subsp. bivalens, som alle er på en liste over arter, hvor populationerne anses for at være i fare for at blive udryddet.

## Samlinger

### Herbariet
Denne samling findes i det botaniske institut, dvs. under forhold, der sikker deres bevaring. Folderne bliver opbevaret ved en relativ fugtighed på 55-60% og ved en temperatur på 21 °C, i lukkede kabinetter. For at undgå infektioner bliver alle arter i samlingen nedfrosset i minimum 48 timer, før de kommer ind i herbarielokalet.

### Frøbanken
Selvom den botaniske have begyndte med at prioritere de arter, der er truede på Balearerne, er dens mål at bevare arter fra alle øerne i Middelhavet og de områder, der har indflydelse på dem. Middelhavsområdet danner en biogeografisk enhed med en meget rig flora og et højt antal af endemismer.
Denne frøsamling er skabt på følgende måde: indsamling, rengøring og optælling, emballering og nedfrysning og endelig en afprøvning af spiredygtighed og tørring.

### Samlingen af levende planter

#### Balearernes flora
- Flodbredder, vandløb og skyggede steder i bjergene: Myrtebladet Garvebusk (Coriaria myrtifolia), Smalbladet Ask (Fraxinus angustifolia), Stinkende Perikon-underart (Hypericum hircinum subsp. cambessedesii), Nerie (Nerium oleander), Sølv-Poppel (Populus alba), Vild Krap (Rubia peregrina), Rubus ulmifolius (en art af Brombær), Tamus communis (en art af Yams), Småbladet Elm (Ulmus minor), Vinca difformis (en art af Singrøn) og Kyskhedstræ (Vitex agnus-castus).
- Planter fra klippekyster: Strandfennikel (Crithmum maritimum), Launaea cervicornis og Senecio rodriguezii (en art af Brandbæger).
- Reserverede samlinger: Calamintha rouyana (en art af Bjergmynte), Cistus creticus (en art af soløjetræ), Daphne rodriguezii (en art af Dafne), Erica scoparia subsp. scoparia (en art og underart af Lyng), Genista linifolia (en art af Visse), Thymus herba-barona subsp. bivalens (en art og underart af Timian), Thymus richardii subsp. ebusitanus (en art og underart af Timian) og Thymus richardii subsp. richardii (en art og underart af Timian).
- Egeskovenes flora: Apium bermejoi (en art af Selleri), almindelig jordbærtræ (Arbutus unedo), Balearisk Buksbom (Buxus balearica), Balearisk Alpeviol (Cyclamen balearicum), Erica multiflora (en art af Lyng), Potamogeton coloratus (en art af Vandaks), Sten-Eg (Quercus ilex), Middelhavs-Korsved (Rhamnus alaternus), Rubia angustifolia ssp angustifolia (en art af Krap), Orientalsk Sarsaparil (Smilax aspera) og Almindelig Taks (Taxus baccata).
- Skovenes, klippernes, makiens og garrigue'ns flora: Acer granatense (en art af Løn), Balearisk Astragel (Astragalus balearicus), Brassica balearica (en art af Kål), Dværgpalme (Chamaerops humilis), hvid soløjetræ (Cistus albidus), salviebladet soløjetræ (Cistus salviifolius), Helichrysum ambiguum (en art af Evighedsblomst), Hippocrepis balearica (en art af Hestesko), Almindelig Kristtorn(Ilex aquifolium), Rosmarin (Rosmarinus officinalis), Scabiosa cretica (en art af Skabiose, Spartium (Spartium junceum), Vellugtende Kortlæbe (Teucrium marum) og Storbladet Lind (Tilia platyphyllos).
- Floraen i ferskvand og på sandede og mellem bregner: Vejbred-Skeblad (Alisma plantago-aquatica), Strandsnerle (Calystegia soldanella), Carex hispida (en art af Star), Hvas Avneknippe (Cladium mariscus), Strand-Mandstro (Eryngium maritimum), Hypericum hircinum subsp. cambessedesii (en underart af Stinkende Perikon), Gul Iris (Iris pseudacorus), Rødfrugtet Ene (Juniperus phoenicea), Liden Andemad (Lemna minor), Vand-Mynte (Mentha aquatica), Aleppo-Fyr (Pinus halepensis), Scirpus holoschoenus (en art af Kogleaks) og Smalbladet Dunhammer (Typha angustifolia).

#### Floraen fra andre øer
- Kanarieøernes flora: Artemisia  thuscula (en art af Bynke), Chamaecytisus proliferus (en art af Gyvel), smalbladet soløjetræ (Cistus monspeliensis), Descurainia bourgaeana (en art af Vejsennep), Drageblodstræ (Dracaena draco), Echium wildpretii (en art af Slangehoved), Træ-Lyng (Erica arborea), Erica scoparia subsp. platycodo (en art og underart af Lyng), Erysimum scoparium (en art af Hjørneklap), Euphorbia balsamifera (en art af Vortemælk), Kanarisk Vortemælk (Euphorbia canariensis), Euphorbia obtusifolia (en art af Vortemælk), Ilex canariensis (en art af Kristtorn), Rødfrugtet Ene (Juniperus phoenicea), Abe-Kleinia (Kleinia neriifolia), Myrica faya (en art af Pors), Periploca laevigata (en art af Træranke), Fønikspalme (Phoenix canariensis) og Kanarisk Fyr (Pinus canariensis).

- Floraen fra andre øer i Middelhavet: 
  - Korsika
  - Sardinien
  - Sicilien
  - Malta
  - Kreta

Samlingerne for disse områder er under opbygning. De bliver skabt ved indsamling i den mest karakteristiske flora på de andre øer i Middelhavet.

#### Etnobotanisk samling
- Prydplanter: Denne afdeling består grundlæggende af kaktusarter og sukkulenter, vildroser fra Kina og gamle rosensorter, vildtvoksende arter fra Sydafrika, enårige og slyngplanter.
- Lægeplanter og andre arter, som bruges af mennesker: Planter, som stammer fra de tidligste civilisationer, og som mennesket har brugt til at tilfredsstille sine behov: føde, medicin, værktøjer, eller som blev brugt i religiøse, magiske ritualer eller til heksekunst. Disse planter, hvoraf nogle rummer de virksomme stoffer, der er uundværlige ved fremstilling af moderne lægemidler, mens andre er en del af vores folkelige kultur, fordi de har været brugt af vores forgængere som midler mod deres dårligdomme.
- Frugter og grøntsager: Her findes de vigtigste varieteter af Citrusfrugter, som dyrkes i Sóllerdalen, plus en samling af denne slægts udvikling samt andre og mere moderne, kommercielle varieteter. Der findes også samlinger af pærer, kirsebær, blommer, abrikoser, vindruer, ferskner og æbler, som bliver dyrket på Balearerne, plus et stort antal hjemmehørende, enårige grøntsagssorter, som bliver bevaret i den botaniske haves frøbank.

### Bibliotek og dokumentation
Det er først og fremmest et forskningsbibliotek, som er åbent for alle havens partnere, der er interesserede i at få løst et eller andet spørgsmål. Det har til huse i det botaniske institut og er specialiseret i temaer vedrørende planteverdenen. 
Der er samlet 842 bøger, som er ordnet efter indhold: Agerbrug, almen botanik, etnobotanik, florabeskrivelser, formidling, fredede områder, fredningsbiologi, gartneri, nationalparker, plantesamfund, økologi, osv. Biblioteket rummer også en samling af blade, videnskabelige tidsskrifter og videnskabelige afhandlinger om botaniske emner.

## Eksternt link
- Hjemmeside for Sóllers botaniske have (catalansk)

39°46′N 2°43′Ø / 39.76°N 2.71°Ø